# Rhypholophus imitator
Rhypholophus imitator là một loài ruồi trong họ Limoniidae. Chúng phân bố ở miền Cổ bắc.